# Dictionary of Literary Biography

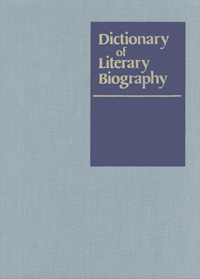
Обкладинка «Словника літературної біографії»

Словник літературної біографії (коротко DLB) — англомовний лексикон авторів у 375 томах (станом на серпень 2008 р.). Він містить біографічні нариси про важливих авторів із найрізноманітніших галузей, тут вміщено статті про письменників, журналістів, есеїстів, сценаристів та істориків. Головна увага авторів словника зосереджена на персоналіях британської та американської літератури. У зв'язку з великим обсягом цього видання до нього включаються і менш важливі автори, зокрема такі, про яких сьогодні широкому загалу майже нічого не відомо. DLB публікується видавництвом Thomson Gale з Фврмінгтон Гіллс, штат Мічиган, США, передмістя Детройту .

## Історія
Ідею масштабного біографічного словника письменників запропонував 1975 року Фредерік Раффнер, директор видавництва Ґейл.
Перші томи з'явилися 1978 року і містили лише авторів Північної Америки. Британські, а згодом і не англомовні автори з'явилися у виданні на початку 1980-х років.
2006 року кількість томів видання дійшла до 375, з яких 23 щорічника та 45 документальних томів. Загалом видання містить відомості про 13 500 авторів.
DLB постійно розширюється; щороку виходить кілька нових томів. Окрім друкованої версії, є також онлайн-версія. 2006 року приблизно 85 % видання були представлені онлайн.

## Структура статей
Статті починаються зі списку авторських робіт та підбірки важливої вторинної літератури. Потім подано опис життя та творчості, розмір якого залежить від значення автора. Багато текстів проілюстровано чорно-білими фотографіями, факсимільними сторінками рукописів або титульними сторінками перших видань. Загалом статті займають від трьох до 30 сторінок.

## Загальна структура словника
Словник організваний не за алфавітом, а за тематикою. Кожен том присвячений певній темі, напр. автори певного жанру, певної епохи, певної країни чи мовного ареалу. Кожен том редагує фахівець відповідного напрямку, який також пише ґрунтовну передмову. В кінці тому є алфавітний покажчик із опублікованими дотепер статтями всіх томів.

## Споріднені видання
З 1980 до 2002 року виходив щорічник DLB, який задокументував літературну діяльність року. Він містив нові публікації, звіти про присудження літературних премій, конференції, некрологи тощо.
З 1982 по 1998 рр. виходила «документальна серія DLB», в якій кожен з томів був присвячений невеликій групі літераторів, окремому автору чи твору.
Для менших бібліотек видавництво опублікувало шеститомний Короткий словник американської літературної біографії 1987—1989 рр., До якого входять найважливіші американські автори. Опубліковано також відповідне видання про найважливіших британських авторів — Concise dictionary of British literary biography, який вийшов у восьми томах протягом 1991—1992 років.